# Andrea Pittorino
Andrea Pittorino (Roma, 5 settembre 2002) è un attore italiano.

## Biografia
Ha debuttato a quattro anni in Un ciclone in famiglia, interpretando il ruolo di Ambrogino, uno dei tre nipotini della famiglia Fumagalli. Nel 2008 è nel cast di Mogli a pezzi, insieme a Lorenza Indovina e Brando Giorgi. In seguito prende parte al film So che ritornerai, diretto da Eros Puglielli, nelle vesti del figlio di Manuela Arcuri, e alla fiction Le segretarie del sesto, dove interpreta Carletto, il figlio di Claudia Gerini. Tra il 2009 ed il 2011 interpreta Agostino nella serie TV Don Matteo. Nel 2011 ha recitato nella serie TV Il tredicesimo apostolo con Claudio Gioè, e nel film TV Al di là del lago, e nello stesso anno ha interpretato il figlio di Claudio Amendola e di Serena Autieri, nonché fratello di Benedetta Gargari, nella fiction Dov'è mia figlia? di Canale 5. Nel 2019 interpreta Davide Basile nella serie TV L'Aquila - Grandi speranze in onda su Rai 1 e su Rai 3. Nel 2020 entra a far parte del film di Gabriele Muccino Gli anni più belli, dove interpreta Paolo, che nella versione adulta sarà impersonato da Kim Rossi Stuart.

## Filmografia

### Televisione
- Un ciclone in famiglia – serie TV, episodi 3x4-4x4 (2005-2008)
- Mogli a pezzi, regia di Alessandro Benvenuti e Vincenzo Terracciano – miniserie TV (2008)
- So che ritornerai, regia di Eros Puglielli – film TV (2009)
- Le segretarie del sesto, regia di Angelo Longoni – miniserie TV (2009)
- Don Matteo – serie TV, stagioni 7 e 8, interpreta: Agostino (2009-2011)
- Al di là del lago, regia di Stefano Reali – film TV (2009)
- Ballando con le stelle, regia di Danilo Di Santo – programma TV (2010)
- Dov'è mia figlia?, regia di Monica Vullo – miniserie TV (2011)
- Il tredicesimo apostolo – serie TV (2012)
- Il restauratore – serie TV, episodio 2x05 (2014)
- Le tre rose di Eva 3 – serie TV (2015)
- Squadra antimafia - Il ritorno del boss – serie TV, episodio 8x06 (2016)
- L'Aquila - Grandi speranze – serie TV (2019)

### Cinema
- Mai Stati Uniti, regia di Carlo Vanzina (2013)
- Incompresa, regia di Asia Argento (2014)
- Amori elementari regia di Sergio Basso (2014)
- La vita possibile, regia di Ivano De Matteo (2016)
- Gli anni più belli, regia di Gabriele Muccino (2020)
- Vangelo secondo Maria, regia di Paolo Zucca (2023)